# Johann I. (Dreux)
Johann I. (* 1215; † 1248/49 in Nikosia) war ein Graf von Dreux und Braine. Er war ein Sohn des Grafen Robert III. von Dreux und dessen Ehefrau Aénor de Saint-Valéry.
Johann heiratete im April 1240 Marie von Bourbon († 24. August 1274), eine Tochter des Sire Archambault VIII. von Bourbon. Ihre Kinder waren:
- Robert IV. (* 1241; † 12. November 1282), Graf von Dreux und Braine
- Yolande (* 1243; † 1274), I) ⚭ Amaury II. de Craon († 1269) (Haus Craon), II) ⚭ Johann II. von Trie, Graf von Dammartin (gefallen 1302 in der Sporenschlacht)
- Johann (* 1245; † nach 1275), seit 1275 Tempelritter

Johann wurde während eines Hoftages in Saumur am 24. Juni 1241 zusammen mit dem Prinzen Alfons von Poitiers von König Ludwig IX. von Frankreich zum Ritter geschlagen. Gemeinsam mit seinem Schwager Archambault IX. von Bourbon begleitete er den König auf den sechsten Kreuzzug. Beide starben während der Überwinterung des Heeres auf Zypern von 1248 auf 1249. Johanns Herz wurde in der Abtei Saint-Yved in Braine bestattet.

## Weblink
- mittelalter-genealogie.de: Johann I. Archiviert vom Original am 28. September 2004; abgerufen am 1. Juni 2012.

| Vorgänger            | Amt                                 | Nachfolger |
| -------------------- | ----------------------------------- | ---------- |
| Robert III. Gasteblé | Graf von Dreux und Braine 1234–1249 | Robert IV. |

| Personendaten    | Personendaten                               |
| ---------------- | ------------------------------------------- |
| NAME             | Johann I.                                   |
| ALTERNATIVNAMEN  | Jean I. de Dreux                            |
| KURZBESCHREIBUNG | Graf von Dreux (1234–1249); Graf von Braine |
| GEBURTSDATUM     | 1215                                        |
| STERBEDATUM      | 1249                                        |
| STERBEORT        | Nikosia                                     |